# Köpingsvik
Köpingsvik ist ein Ortsteil von Borgholm auf der schwedischen Insel Öland. Es gehört zur Gemeinde Borgholm der Provinz Kalmar län und liegt etwa vier Kilometer östlich der Ortsmitte von Borgholm. Köpingsvik ist für seine großen Campingplätze bekannt.
Bis 2010 war Köpingsvik eigenständiger Tätort mit zuletzt 599 Einwohnern. Danach wurde es wie auch das zwischen Köpingsvik und Borgholm gelegene Björkviken dem Tätort Borgholm zugerechnet, da das Gebiet der drei Ortschaften mittlerweile faktisch durchgängig bebaut ist.

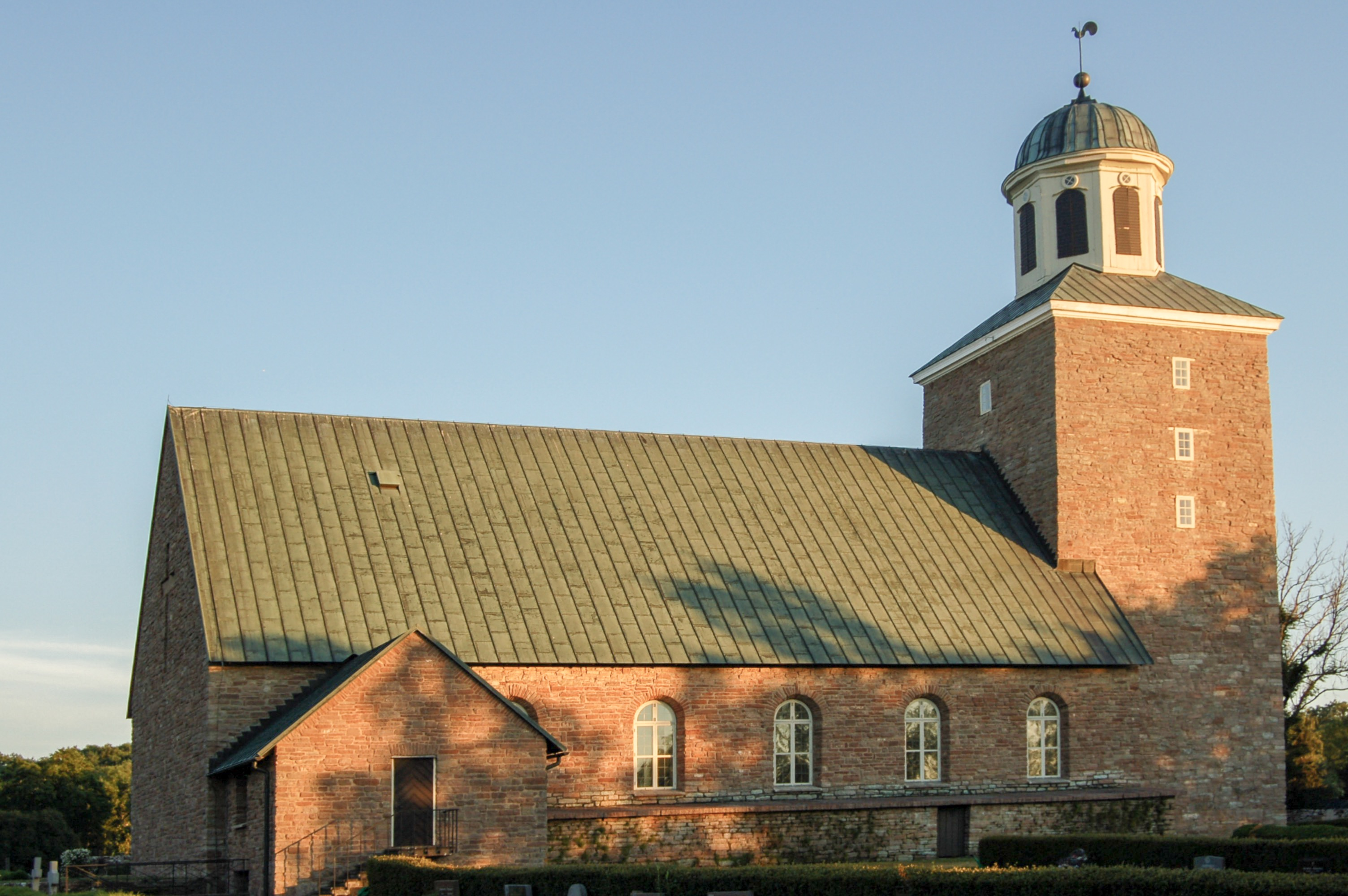
Die Kirche von Köping (Köpings kyrka)

## Archäologie

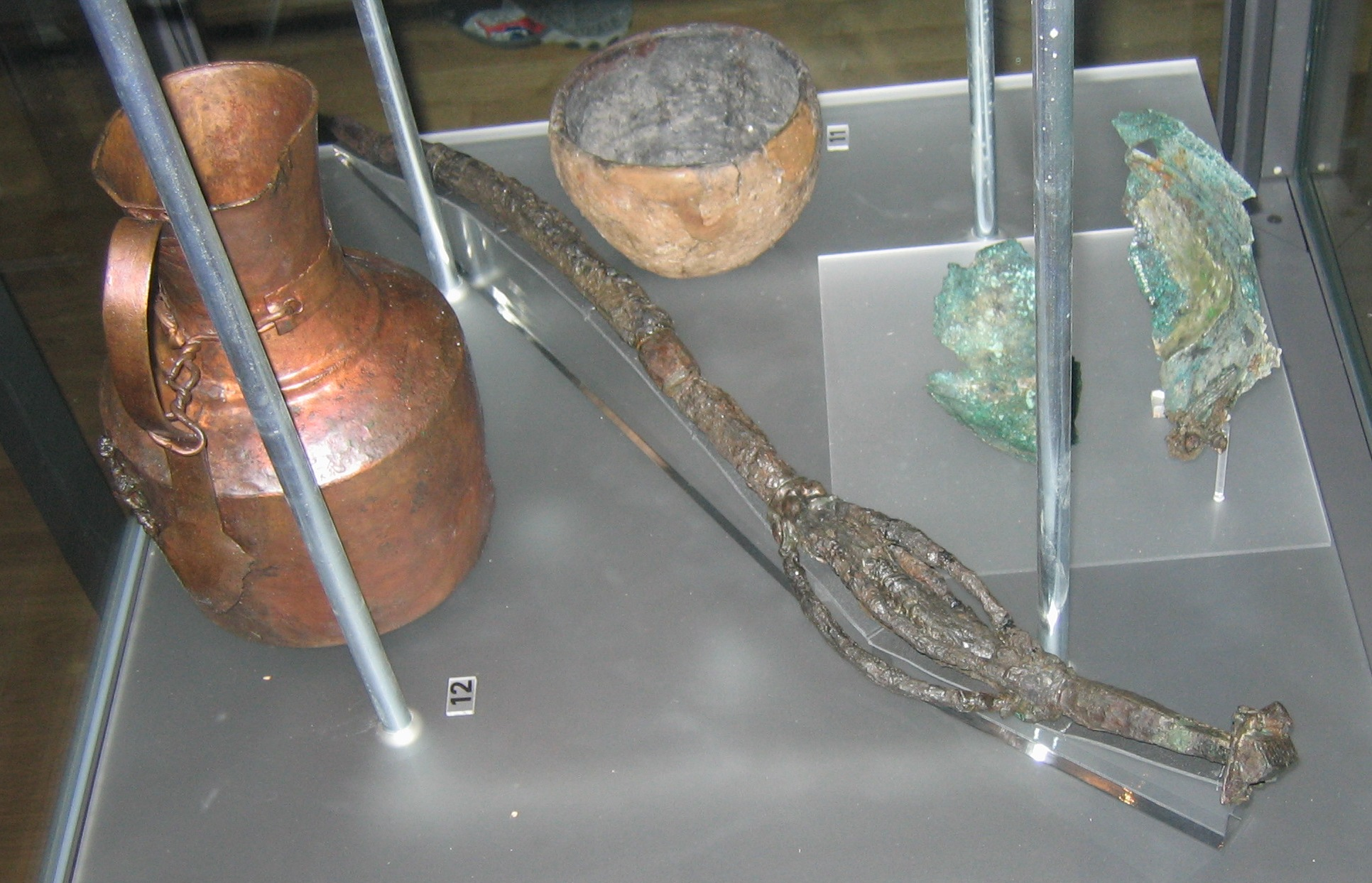
Funde von Klinta

Im Zusammenhang mit dem Bau der Ölandbrücke wurden Anfang der 1970er-Jahre auch die Landstraßen auf Öland ausgebaut, wobei man in Köpingsvik eine vorhistorische Siedlung entdeckte, die viermal so groß war wie Birka und die doppelte Größe von Haithabu hatte, vergleichbar mit dem niederländischen Dorestad oder Jomsburg in Polen.
Etwas nördlich der Ortschaft bei der höchsten Erhebung Ölands hat man Schiffsgräber entdeckt. In einem der Gräber aus dem 10. Jahrhundert hat man kremierte Reste eines Mannes und einer Frau ausgegraben. Außerdem befanden sich im Grab eine Bronzekanne aus Samarqand oder Buxoro und diverse Tierknochen, wobei der Oberarmknochen eines Eisbären die meiste Aufmerksamkeit erweckte. Einer der gefundenen eisernen Speere ähnelt den Speeren aus dem Grab von Sutton Hoo. Nicht weit von den Bootgräbern befindet sich Blå rör eines von Schwedens größten Steinhügelgräbern (Röse).
Südöstlich von Köpingsvik liegt Skedemosse, wo man Überreste von Menschen und Pferden gefunden hat. In dem ehemaligen Sumpfgebiet grub man eines der größten Waffenopfer Schwedens aus. Bei Löt östlich von Köpingsvik, befinden sich die Reste einer vorhistorischen Verteidigungsanlage.
Eine größere Anzahl von in der Umgebung gefundenen Runensteine sind in der Kirche von Köping ausgestellt. Südöstlich der Kirche steht Tingsflisan, einer der größten Runensteine auf Öland. Westlich von Köpingsvik befindet sich die Gesteinsformation Köpings klint, auf der das Gräberfeld auf dem Köpings klint liegt. Unterhalb der Klippe entspringt die Sankt-Elof-Quelle, an der sich ein sogenannter Opferhaufen befindet.